# L'Après M
L'Après M est un ancien McDonald's dans le quartier Saint-Barthélémy du 14e arrondissement de Marseille, devenu plateforme solidaire au moment du confinement de mars 2020, puis restaurant solidaire, inauguré le 10 décembre 2022.

## Histoire
Le tribunal de commerce prononce la liquidation judicaire du McDonald's du quartier Saint-Barthélémy à Marseille en décembre 2019. Ce restaurant assurait un emploi stable à de nombreuses personnes et servait aussi de place du village, dans un quartier où le taux de pauvreté avoisine les 35%,,,.
Durant le confinement, au moment de la pandémie de Covid-19, l’ancien fast-food est réquisitionné par d'anciens salariés et par le Syndicat des quartiers populaires de Marseille, et devient un point de rencontre de l’aide alimentaire,. L'association Après M voit le jour, présidée par Fathi Bouaroua, l'ancien co-président d'Emmaüs de la Pointe-Rouge, et une société coopérative d’intérêt collectif (SCIC) est créée pour transformer le lieu en restaurant solidaire. 
L'après M est lancé le 18 décembre 2020, il est désormais un restaurant d'application, et accueille des familles et fixe des prix en fonction des revenus des clients,. En juin 2021, la ville de Marseille achète le bâtiment pour soutenir le projet de ses occupants,.
En décembre 2022, trois ans après la liquidation judiciaire, 37 salariés sont en poste au nouveau restaurant, la SCIC ayant reçu un agrément d’insertion par l'activité économique,. Le 10 décembre la magasin est inauguré. Le bénéfice est utilisé pour distribuer des colis alimentaires chaque lundi matin, avant l'ouverture du restaurant.
Début 2023, le chef cuisinier Gérald Passedat, aide l'entreprise à mettre au point deux recettes de burgers, dont un « ovni étoilé ».  Chaque semaine, entre 600 et 1200 colis alimentaires sont distribués.

### Documentaire
- Envoyé Spécial, « L'Après M : des burgers solidaires »  [vidéo], sur Franceinfo, 2 mars 2023 (consulté le 5 mars 2023)